# Leon Bridges
Pour les articles homonymes, voir Bridges.
Leon Bridges, né Todd Michael Bridges le 13 juillet 1989, est un auteur-compositeur-interprète américain de musique gospel et soul, ayant grandi à Fort Worth au Texas. Il se fait connaître par sa chanson Coming Home, classée dans le top 10 des chansons les plus diffusées sur Spotify. Le premier album de Leon Bridges, également intitulé Coming Home, paraît le 23 juin 2015 sur le label Columbia Records et se voit par la suite nommé dans la catégorie Meilleur album de R&B à la 58ème cérémonie annuelle des Grammy Awards.

## Débuts
Bridges a commencé sa carrière en écrivant des chansons puis a appris la guitare dans le but de jouer des accords simples pour accompagner ses paroles. Il a joué dans des soirées scène libre de Fort Worth tout en travaillant en tant que serveur et plongeur jusqu'à la signature de son contrat chez Columbia Records en 2014. C'est la chanson Lisa Sawyer, qui évoque la conversion de sa mère au christianisme, qui a défini son style.
Son premier album, produit par Austin Jenkins et Josh Block du groupe White Denim, sort au cours de l'été 2015. Le single Coming Home est notamment utilisé dans une publicité télévisée pour l'iPhone 6 d'Apple.
Le 24 février 2016, Leon Bridges se produit devant le président Barack Obama à la Maison Blanche avec d'autres artistes tels qu'Usher, Demi Lovato ou Andra Day, pour un concert hommage au chanteur Ray Charles. Il effectue la tournée Good Thing en 2018 et s'associe au groupe Khruangbin pour l'EP Texas Sun sorti en 2020.

## Style musical
Le style de Leon Bridges est une soul qui se mêle à des sonorités rhythm and blues des années 1960. Bridges est réputé pour sa forte présence scénique et apparaît souvent avec des vêtements vintage. Passionné de mode, il aime notamment porter des jeans à taille haute, des vestes de velours et montres rétro. 

## Discographie
Albums studio
- Leon (octobre 2024, Columbia Records)
- Gold-Diggers Sound (juillet 2021, Columbia Records)
- Good Thing (mai 2018, Columbia Records)
- Coming Home (juin 2015, Columbia Records)

Singles
- So Long (From the Motion Picture Concussion) (novembre 2015)
- River (avril 2015)
- Lisa Sawyer (février 2015)
- Coming Home (février 2015)
- Smooth Sailin' (2015)